# Вюрцбургская школа

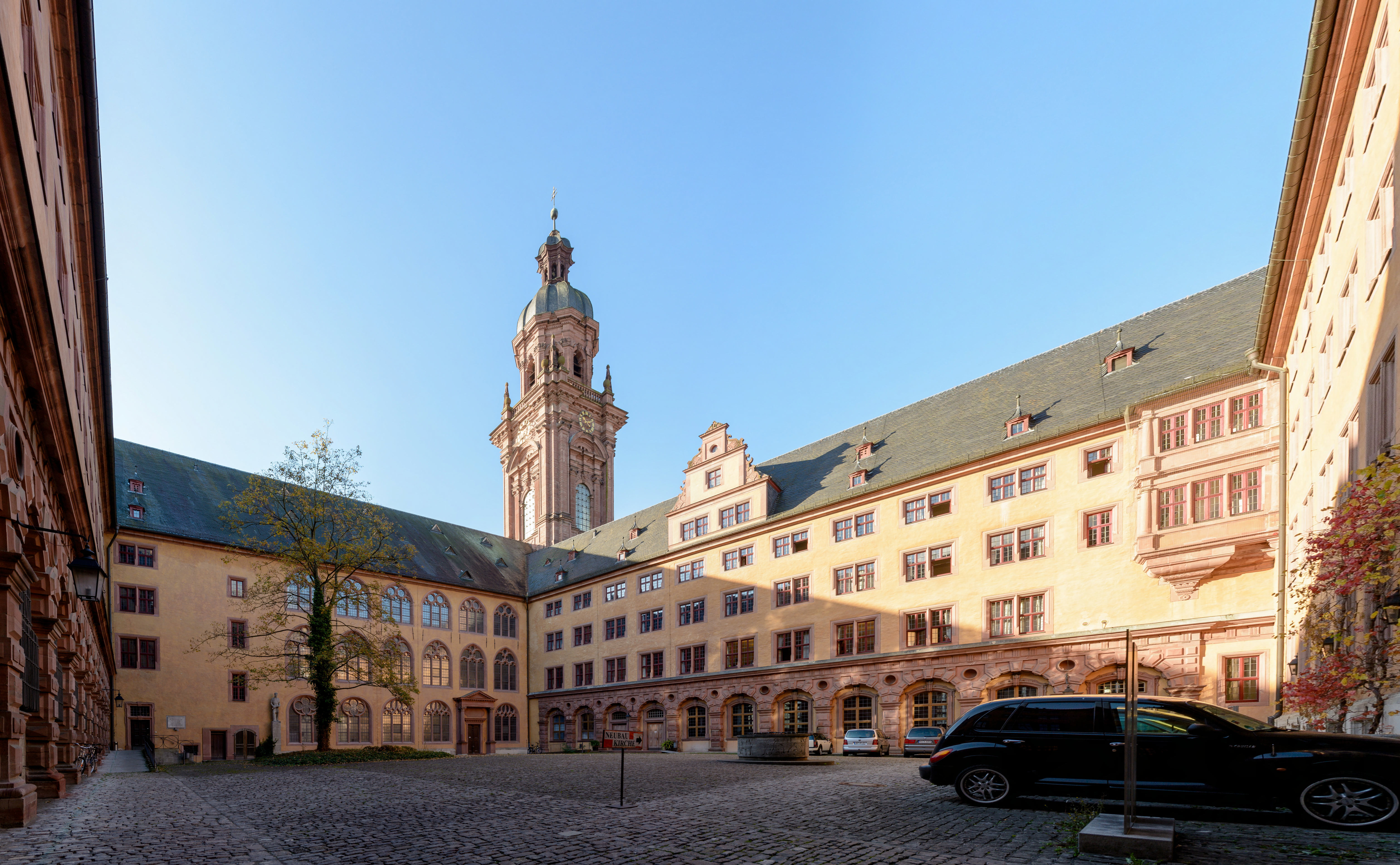
Старое здание Вюрцбургского университета

Вюрцбургская школа — психологическая школа экспериментального исследования мышления и воли, основанная в 1896 году при Вюрцбургском университете в Германии. Основатель и глава школы — Освальд Кюльпе. Основное положение школы заключалось в том, что существуют особые состояния сознания — «мысли», которые не могут быть сведены к сенсорному восприятию, то есть подчеркивалось, что мышление — отдельный процесс. Мышление — это акт усмотрения отношений, то есть впервые мышление понималось как действие.

## Основные теоретические положения
О. Кюльпе основал свою лабораторию в Вюрцбургском университете в 1896 году . Развитие и формирование умозаключений — основная область научных интересов рассматриваемого направления. О. Кюльпе и его ученики расширили использование метода интроспекции и первыми занимались исследованием мыслительных процессов, используя экспериментальные методы. Сотрудники Вюрцбургской школы видоизменили метод интроспекции, который впоследствии стал называться методом экспериментального самонаблюдения. Суть метода состоит в получении ретроспективной информации об опыте субъекта после выполнения сложной задачи, связанной с мышлением, запоминанием и т. д. Испытуемым, обычно это были коллеги по университету, предлагалось решить различные мыслительные задачи: например, на понимание фразеологизмов. Их просили, как можно более точно описать процесс принятия решения. Анализ экспериментально полученных данных позволил исследователям сделать вывод, что мышление не может быть объяснено как результат возникновения ассоциаций между образами. О. Кульпе и его коллеги полагали, что значительную роль в процессе мышления играют неосознаваемые факторы, которые определяли направление мыслительных процессов. Эти заключения составляли жёсткую оппозицию господствовавшему в то время ассоцианизму. Представители этого направления также особенно подчёркивали роль мотивации в процессе мышления. Таким образом, мотивация — это переменная, которая напрямую влияет на результат мышления.
Вильгельм Вундт считал, что Вюрцбургская школа разработала совершенно новый, целостный взгляд на проблему мышления, в котором внимание уделялось изучению как процесса, так и содержания мышления. Это положение имело большое значение, так как стало прочным фундаментом для дальнейшего развития гештальтпсихологии

## Исследования Вюрцбургской школы
Представителями Вюрцбургской школы были такие ученые, как Карл Марбе, Карл Бюлер, Нарцис Ах и другие. Позже к ним присоединился Отто Зельц, который работал под руководством О. Кюльпе во время его учебы в Бонне. Работы этих ученых сыграла важную роль в изучении процессов мышления. Они заложили основу для современной когнитивной психологии.

### О. Кюльпе

Освальд Кюльпе

Освальд Кюльпе (1862—1915) считал, что предыдущие исследования процесса мышления, в том числе исследование В. Вундта о связях между мыслями и образами, были неполными. Под влиянием своего интереса к философии, О. Кюльпе полагал, что существуют определенные ощущения, чувства или представления, которые не поддаются описанию и не могут быть ассоциированы в уме с изображением. В ходе исследований испытуемые выделяли и описывали мыслительный процесс. О. Кюльпе и его последователи также использовали абстрактные эксперименты для того, чтобы опровергнуть положения теории ассоцианизма. Например, в ситуациях, где испытуемым было предложено назвать сверхуровневую, то есть высшую группу в системе классификации для птиц, они с большей вероятностью отвечали словами «Животное», чем конкретная птица, например, «колибри». В результате О. Кюльпе пришёл к выводу, что подобное поведение не может быть объяснено с позиций теории ассоцианизма.

### Н. Ах
Нарцисс Ах (1871—1946) стремился экспериментально показать, что для возникновения понятий недостаточно установления механических ассоциативных связей слово-предмет, но необходимо наличие задачи, решение которой потребовало бы от человека образования понятия. Испытуемый получает задачи, которые он может решить только с помощью некоторых сначала бессмысленных знаков. Знаки (слова) служили испытуемому в качестве средств для достижения известной цели, а именно для решения поставленных экспериментальных задач, и благодаря тому, что они получили такое использование, они приобрели определённое значение. Они стали для испытуемого носителями понятий.
В методике Аха используются объёмные геометрические фигуры, различающиеся по форме (3 вида), цвету (4), размеру (2), весу (2), — всего 48 фигур. К каждой фигуре прикреплена бумажка с искусственным словом: большие тяжёлые фигуры обозначены словом «гацун», большие лёгкие — «рас», маленькие тяжёлые — «таро», маленькие лёгкие — «фал». Эксперимент начинается с 6-ти фигур, и от сеанса к сеансу их количество увеличивается, достигая в конце концов 48-ми. Каждый сеанс начинается с того, что фигуры расставляются перед испытуемым и он должен по очереди приподнять все фигуры, читая при этом их названия вслух; это повторяется несколько раз. После этого бумажки снимают, фигуры перемешиваются, и испытуемого просят отобрать фигуры, на которых была бумажка с одним из слов, а также объяснить, почему он выбрал именно эти фигуры; это также повторяется несколько раз. На последней стадии эксперимента проверяется, приобрели ли искусственные слова значение для испытуемого: ему задаются вопросы вроде «Чем отличается „гацун“ от „рас“?», просят придумать фразу с этими словами.

### О. Зельц
Отто Зельц (1881—1944) раскрыл детерминацию мыслительных процессов структурой решаемой задачи, которая представлена в виде особого «проблемного компонента» с элементом незавершенности, преодоление которой и соответствует результату решения. На первом этапе процесса решения задачи происходит образования некого комплекса, включающего в себя характеристики известного и неизвестного. Кроме этого индивид понимает отношение между известным и неизвестным, что и определяет незавершенность комплекса, а вместе с этим определяет суть проблемности. Следующим заключительным этапом является запуск интеллектуальных операций. При этом возможны два варианта- припоминание, либо создание решения.

### К. Марбе
Карл Марбе (1869—1953) разработал концепцию переключаемости установок, объясняющую разную степень подверженности людей происшествиям. Личности, обладающие хорошей способностью к смене установок (психомоторных, перцептивных, внимания, аффективных) в изменившихся условиях деятельности, относительно хорошо защищены от ошибок и редко оказываются жертвами или виновниками аварий и несчастных случаев.
На основе анализа данных страхового общества о распределении несчастных случаев среди 3 тыс. офицеров в течение 10 лет ему удалось обнаружить важное, биологически детерминированное, плохо поддающееся развитию и тренировке качество, определяющее успех профессионального приспособления в трудовых и жизненных ситуациях.

### Г. Майер
Генрих Майер (1867—1933), проведя исследование под руководством О. Кульпе, определил, что после предъявления слова «метр» как стимула, шел сложный процесс умозаключений, который привел к тому, что испытуемый ответил «трофей». Это, как они полагали, показывает, что В. Вундт ошибался в том, что все события в процессе мышления имеют либо косвенные, либо прямые образы. О. Кюльпе и его ученики, используя метод экспериментального самонаблюдения, создали основу для будущих исследований безобразного мышления.

### К. Бюлер
Карл Бюлер (1879—1963) — немецкий психолог и лингвист, ученик О. Кюльпе. Именно Карл Бюлер внес существенный вклад в признание Вюрцбургской школы, когда была опубликована его статья в журнал «Archiv fur die gesamte Psychologie» в 1907/1908 году. Один из экспериментов Бюлера заключался в следующем. Испытуемым объявляли, что будет изучаться их память. Их просили запоминать афоризмы, которые были разделены на 2 части. Сначала предъявлялись первые части всех афоризмов, после того, как испытуемые выражали субъективное чувство уверенности в том, что они запомнили первые части выражений, предъявлялись вторые, через 15 минут и в другом порядке. Испытуемых просили их запомнить, а после этого, воспроизвести все, что они запомнили. В результате отвечали полными высказываниями. К. Бюлер объяснил это с помощью детерминирующей тенденции, которая зависит от запоминаемого материала. Детерминирующая тенденция — это психическое состояние, возникающее при постановке задачи и определяющее направление и избирательность мышления.